# Σ-компактний простір
Топологічний простір називається σ-компактним, якщо він є об'єднанням зліченної множини компактних просторів. 
Простір називається σ-локально компактним якщо він є σ-компактним та локально компактним.

## Властивості та приклади
- Кожен компактний простір є σ-компактним, та кожен σ-компактний простір є Ліндельофовим простором.
- (Rn) є σ-компактним простором, але не компактним. Топологія стрілки на дійсній прямій є Ліндельофовою але не є σ-компактною. Козліченна топологія є Ліндельофовою але не є σ-компактною та не є локально компактною.
- Гаусдорфів простір, Берівський простір які є σ-компактними також повинні бути локально компактними хоча б в одній точці.
- Якщо G це топологічна група та G локально компактна в одній точці, тоді G локально компактна всюди.
- Rω не є σ-компактним простором.
- Напівкомпактний простір є σ-компактним. Зворотнє твердження є неправильним, наприклад простір раціональних чисел в звичайній топології є σ-компактним але не є напівкомпактним.
- Добуток топологічних просторів скінченної кількості σ-компактних просторів є σ-компактним.